# Mezistátní letecký výbor
Mezistátní letecký výbor, zkráceně MAK (rusky Межгосударственный авиационный комитет (МАК)) je letecký úřad současných i bývalých členů Společenství nezávislých států, založený 30. prosince 1991 na základě mezivládní Dohody o civilním letectví a využívání vzdušného prostoru.
Na MAK jsou delegovány funkce 11 vlád většinou ze Společenství nezávislých států v oblasti vydávání různých leteckých certifikátů a vyšetřování leteckých nehod. Hlavní sídlo je v Moskvě.
Ke smlouvě přistoupily vlády zemí:
Arménie, Ázerbájdžán, Bělorusko, Gruzie, Kazachstán, Kyrgyzstán, Moldavsko, Rusko, Tádžikistán, Turkmenistán, Ukrajina a Uzbekistán. Gruzie z organizace v roce 2009 vystoupila.